# Windows Neptune
Windows Neptune (знана як Windows 2001) — одна з версій Windows 2000, яка розроблялася з початку 1999 року до грудня 2000. Після випуску Windows 2000, розробники системи почали працювати над проєктами Longhorn і Whistler. Була запланована  як перша споживча операційна система, яка написана на коді Windows NT

## Історія

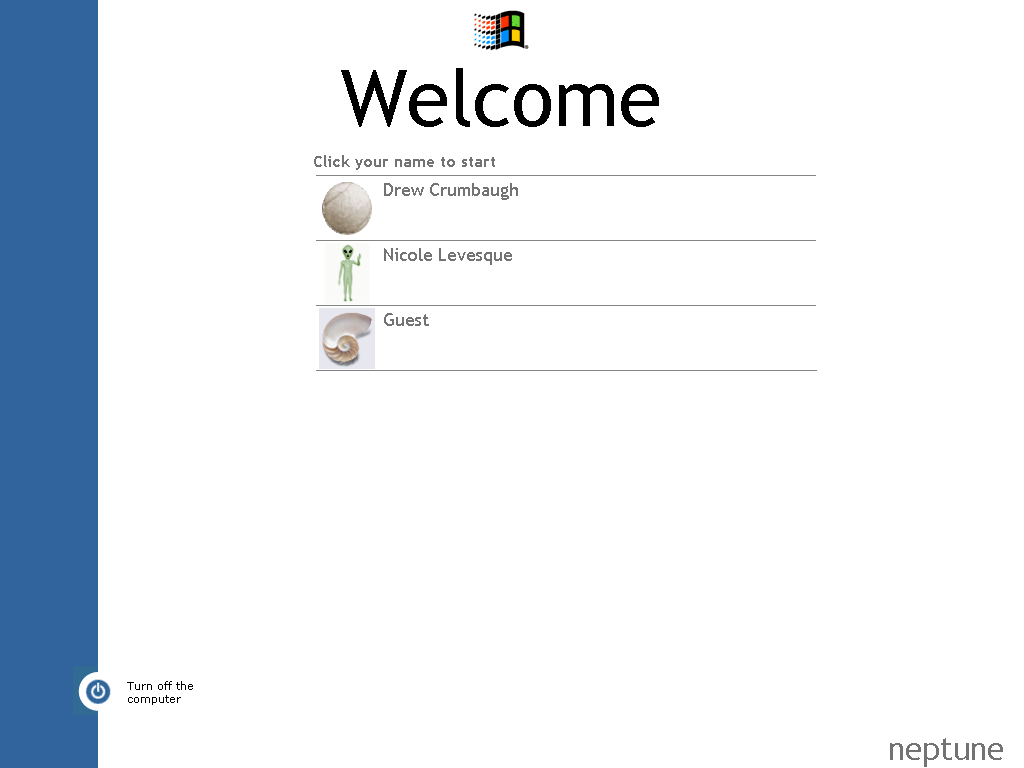
Екран входу Neptune

Neptune багато в чому нагадував Windows 2000, але було введено деякі нові функції. Neptune містив екран входу, схожий на той, який пізніше використовувався в Windows XP.  Брандмауер, новий для Neptune, пізніше був інтегрований у Windows XP як брандмауер Windows . Neptune також експериментував з новим інтерфейсом користувача на основі HTML і Win32, спочатку призначеним для Windows Me,   під назвою «Центри активності» для операцій, орієнтованих на завдання.  
Лише одна альфа- версія Neptune, 5111, була випущена для тестувальників згідно з угодою про нерозголошення  і пізніше потрапила на різні сайти колекціонерів бета-версій і віртуальні музеї в 2000 році   Відомо про існування інших збірок Neptune завдяки інформації в бета-версіях Windows Me та Windows XP . У листопаді 2015 року диск збірки 5111.6 був показаний у відео Microsoft Channel 9; версія 5111 була останньою збіркою Neptune, надісланою зовнішнім тестувальникам, причому .1 або .6 після номера збірки означає варіант, а не для компіляції. Це єдина збірка Нептуна, яка потрапила до публіки. Збірка 5111 включала центри активності, які можна було встановити шляхом копіювання ACCORE. DLL з інсталяційного диска на жорсткий диск, а потім запустіть regsvr32 на ACCORE. DLL.   Центри містили сліди Windows Me, яка тоді мала кодову назву Millennium, але були зламані через помилки JavaScript, відсутні посилання та виконувані файли до Game, Photo та Music Centers. У відповідь на це деякі ентузіасти Windows витратили роки на виправлення центрів активності у збірці 5111, ближче до того, що планувала Microsoft.  
На початку 2000 року Microsoft об’єднала команду, яка працювала над Neptune, із цією командою, яка розробляла Odyssey, наступницю Windows 2000 для бізнес-клієнтів. Об’єднана команда працювала над новим проектом під кодовою назвою Whistler  , який був випущений наприкінці 2001 року як Windows XP .   Тим часом Microsoft випустила Windows Me у 2000 році як останню частину серії 9x.  Деякі розробні збірки Whistler містять покращену версію екрана входу в систему, яку можна знайти в збірці Neptune 5111.

## Тритон

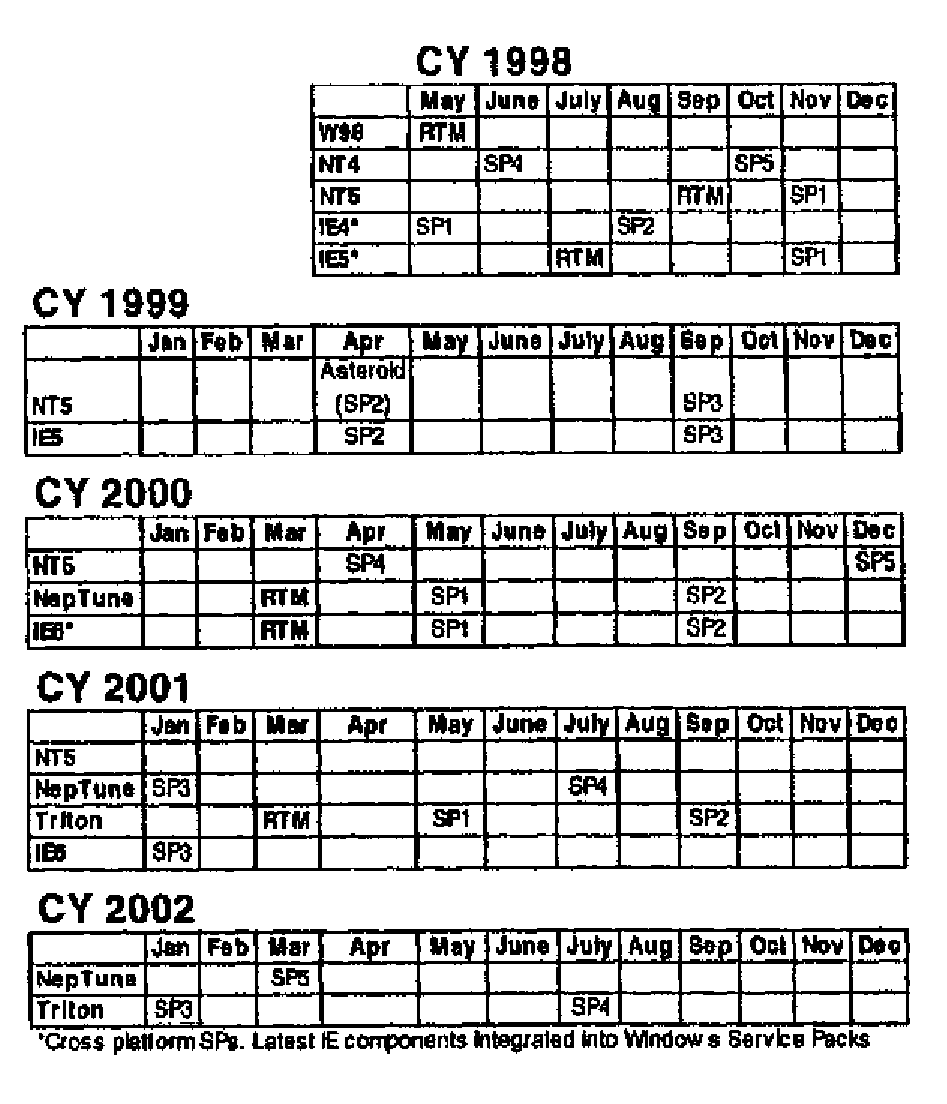
Внутрішній календар Microsoft із датами випуску пакетів оновлень для Neptune, NT 5.0 і Triton

Передбачалося, що Neptune матиме наступника під назвою Triton, який мав бути незначним оновленням з дуже невеликими змінами в інтерфейсі користувача; для нього були додатково заплановані пакети оновлень.   Випуск Triton був запланований на весну 2002 року (що збігається з останнім фінансовим кварталом 2001 року Microsoft). Тритон був розроблений ще в 1998 році разом з Нептуном; єдині деталі у внутрішній плановій документації Microsoft того року стосуються кінцевого терміну для додаткової апаратної підтримки до грудня 2001 року  За словами Пола Терротта, хронологія випусків Windows NT 5.0 (кодова назва для Windows 2000) для робочих станцій високого класу та Windows 98 для ПК початкового та середнього класу з 1998 по 1999 рік; потім Neptune у 2000 і 2001 роках для робочих станцій і споживчих ПК; потім Triton для тієї ж цільової аудиторії.  Однак, за словами Чарлі Кінделя, Triton мав бути версією Neptune, зосередженою на домашньому сервері. 

## Версії
Передбачалося поставляти такі версії
- Entry-level
- Standard
- High-level
- Running NT64

За даними, отриманим з системних файлів тестових збірок Windows ME, можна заявити, що існували принаймні 6 збірок : 5022.1, 5067.1, 5082.1, 5086.1, 5096.1 та 5111.1. Остання збірка є найпопулярнішою, тому що вона поширювалася окремо на дисках Developer Release'.
Всього збірок 14(5.50.5000.1, 5.50.5022.1, 5.50.5048.1, 5.50.5067.1, 5.50.5082.1, 5.50.5086.1, 5.50.5094.1, 5.50.5095.1, 5.50.5096.1, 5.50.5099.1, 5.50.5111.1, 5.50.5116.1, 5.50.5117.1, 5.50.5179.1)
Фейкова 5.50.5056.1

## Системні вимоги
|                                 | Мінімальні        | Рекомендовані     |
| ------------------------------- | ----------------- | ----------------- |
| Процесор                        | Intel Pentium 166 | Intel Pentium 166 |
| Оперативна пам'ять              | 64 МБ             | 64 МБ             |
| Відеоадаптер и монітор          | 800x600 (VGA)     | 1024×768 (SVGA)   |
| Вільне місце на жорсткому диску | 2 ГБ              | 2 ГБ              |
| Оптичні накопичувачі            | CD-ROM            | CD-ROM            |
| Інші пристрої                   | Комп'ютерна миша  | Комп'ютерна миша  |